# Sture Strand
Sture Strand, född 21 december 1931, död 11 september 2021 i Skutskär, var en svensk bandyspelare, far till Per-Olov Strand som numera spelar i Skutskärs IF Bandyklubb. Sture Strand spelade i Skutskärs IF och fick utmärkelsen Stor grabb i bandy.